# Emil Herzog
Emil Herzog (Weiler-Simmerberg, 6 ottobre 2004) è un ciclista su strada e mountain biker tedesco che corre per il team Red Bull-Bora-Hansgrohe. Nel 2022 ha vinto il titolo mondiale Juniores in linea. Professionista dal 2024, nello stesso anno si è classificato settimo alla Milano-Torino.

## Palmarès

### Strada
- 2021 (Juniores)

Campionati tedeschi, Prova a cronometro Juniores
- 2022 (Juniores)

Giro di Primavera
1ª tappa Internationale Cottbuser Junioren-Etappenfahrt (Drebkau > Drebkau)
Classifica generale Internationale Cottbuser Junioren-Etappenfahrt
Grand Prix West Bohemia
Classifica generale Corsa della Pace Juniores
2ª tappa, 2ª semitappa Tour du Pays de Vaud (Champagne, cronometro)
Campionati tedeschi, Prova in linea Juniores
3ª tappa Ain Bugey Valromey Tour (Loyettes > Ambérieu-en-Bugey)
Classifica generale Ain Bugey Valromey Tour
1ª tappa Grand Prix Rüebliland (Steinmaur > Steinmaur)
Classifica generale Grand Prix Rüebliland
Campionati del mondo, Prova in linea Juniores

#### Altri successi
- 2021 (Juniores)

Classifica giovani Internationale Juniorenrundfahrt
2ª tappa, 1ª semitappa Aubel-Thimister-Stavelot (Thimister, cronosquadre)
Classifica giovani Aubel-Thimister-Stavelot
Classifica giovani Corsa della Pace Juniores

### Mountain bike
- 2022[1]

La Thuile MTB Race, 5ª prova Internazionali d'Italia Series, Cross country Junior (La Thuile)

## Piazzamenti

### Classiche monumento
- Giro delle Fiandre

2024: 76º
- Parigi-Roubaix

2024: fuori tempo

### Competizioni mondiali
- Campionati del mondo su strada

Fiandre 2021 - In linea Junior: ritirato
Wollongong 2022 - Cronometro Junior: 3º
Wollongong 2022 - In linea Junior: vincitore
Zurigo 2024 - In linea Under-23: 16°
- Campionati del mondo di mountain bike[1]

Les Gets 2022 - Cross country Junior: 6º
Glasgow 2023 - Staffetta a squadre: 7º
Glasgow 2023 - Cross country Under-23: 50º

### Competizioni continentali
- Campionati europei su strada

Trento 2021 - Cronometro Junior: 8º
Trento 2021 - In linea Junior: 12º
Anadia 2022 - Cronometro Junior: 3º
Anadia 2022 - In linea Junior: ritirato